# Kanton Pont-de-Beauvoisin
Kanton Pont-de-Beauvoisin (fr. Canton de Pont-de-Beauvoisin) je francouzský kanton v departementu Isère v regionu Rhône-Alpes. Skládá se ze 14 obcí.

## Obce kantonu
- Les Abrets
- Aoste
- La Bâtie-Montgascon
- Chimilin
- Corbelin
- Fitilieu
- Granieu
- Pont-de-Beauvoisin
- Pressins
- Romagnieu
- Saint-Albin-de-Vaulserre
- Saint-André-le-Gaz
- Saint-Jean-d'Avelanne
- Saint-Martin-de-Vaulserre